# Repli-Kate
Repli-Kate è un film del 2002 diretto da Frank Longo, con Ali Landry e James Roday.

## Trama
Max Fleming è uno scienziato che si occupa di genetica sviluppando una macchina per clonare gli esseri viventi. Per errore Max clona la donna di cui è innamorato, Kate Carson, giornalista giovane ed attraente con il pallino della genetica.
Durante un'intervista, Kate viene morsa casualmente da un criceto del laboratorio ed alcune gocce del suo sangue cadono su uno dei campioni della clonazione. Successivamente nella notte, Max fa funzionare per prova la macchina e con sua sorpresa si trova davanti al clone di Kate, adulta perfetta ma che non conosce assolutamente niente. Il giovane scienziato, così, decide di trasformarla nella "donna ideale", insegnandole ad apprezzare attività e passioni tipicamente maschili. Col passare del tempo Max capisce però che una donna con atteggiamenti vagamente maschili non è molto facile da sopportare, così comincia a preferire la femminilità reale della vera Kate.
Nel frattempo la Kate originale torna a visitare il laboratorio e il suo arrivo crea un gioco di scambi di persona e di equivoci dovuti alla presenza del clone. Max si troverà, inoltre, a dover difendere entrambe le Kate dai piani poco puliti del suo capo, Jonas Fromer, deciso a mostrare al mondo intero la duplicazione e a usare le due giovani come cavie per gli esperimenti.

## Distribuzione
Il film è stato distribuito nelle sale cinematografiche italiane nel giugno 2002.

### Data di uscita
Alcune date di uscita internazionali nel corso del 2002 sono state:
- 8 febbraio 2002 nel Regno Unito (Repli-Kate)[3]
- 6 giugno 2002 in Italia[1][4]